# Markku Koski
Markku Olavi Koski (Sievi, 15 de outubro de 1981) é um snowboarder finlandês, medalhista olímpico nos Jogos de Turim 2006.
Nos Jogos Olímpicos de Inverno de 2006,  Koski foi medalhista de bronze na prova de halfpipe masculino do snowboard. Além da medalha olímpica, Koski tem uma medalha de bronze no Winter X Games de 2003 e uma medalha de ouro no Big Air no Mundial de 2009.